# Шайенны

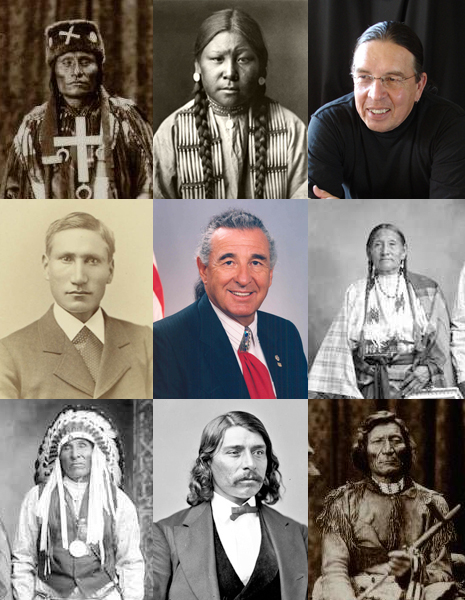
Портреты шайеннов

Шайе́нны, чейе́нны (шайен. Tsétsêhéstâhese,  англ. Cheyenne) — алгонкиноязычный индейский народ в США.
В настоящее время шайенны делятся на северных — Notameohmesehese «Северные Едоки», и южных — Heevahetane «Люди Верёвки».
В честь шайеннов названы город Шайенн, столица штата Вайоминг, а также гора Шайенн в штате Колорадо.

## Название
Название «шайенны» произошло от слова сиу Šahíyela, означающего, по одному из предположений, «Говорящие красной (непонятной) речью» или «Люди, говорящие на чуждом языке».
Самоназвание народа — Tsétsêhéstâhese (Тситсистас или Тсистсистас) — означает, вероятнее всего, «Подобные нам, наши люди».

## Язык

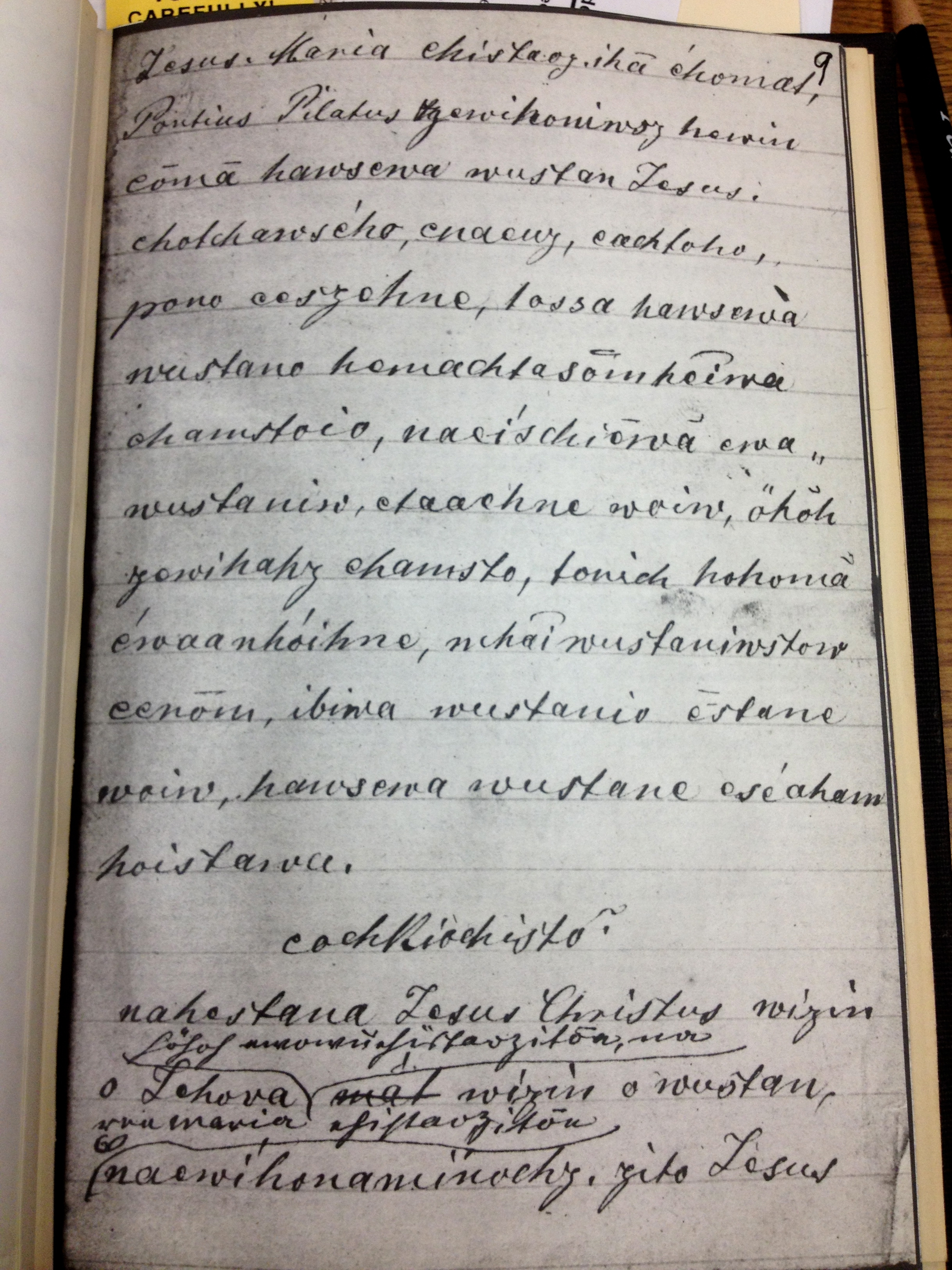
Рукописная книга на шайенсском языке

Шайеннский язык относится к алгонкинской языковой семье. Ранее он имел два диалекта — собственно шайеннский и сутайо. В настоящее время сохраняется лишь первый диалект; он используется в резервации северных шайеннов в Монтане, а также южными шайеннами в Оклахоме. Его носителями являются около 1720 человек.
Бо́льшая часть шайеннов, однако, в настоящее время говорит только по-английски.
Письменность шайеннского языка существует на латинской основе.

## Численность
Численность шайеннов в начале XIX в. оценивалась примерно в 5 000 человек. В 1849 году эпидемия холеры нанесла им тяжелейший удар, в результате которого шайенны потеряли две трети от всего народа. В 1881 году они насчитывали 5 200 человек. В дальнейшем официальные подсчёты показали следующее: 1904 г. — 3 312 чел., из которых 1 903 были южными шайеннами, а 1 409 — северными; 1921 г. — 3 281 чел., южные насчитывали 1 870, а северные — 1 411; 1970 г. — 6 872 чел.; 1980 г. — 9 918 человек.
Ныне общая численность шайеннов составляет 11 500 человек. Северные проживают в штате Монтана, численность — 5 500 человек; южные — в штате Оклахома, 8 000 человек.

## История

### Ранняя история
Шайеннская традиция повествует, что народ сложился при слиянии двух родственных общностей — тсистсистас (собственно шайенны) и сутайо (сутаи). Первая запись об индейцах, в которых можно узнать шайеннов, была сделана французским исследователем Луи Жолье и датируется приблизительно 1673 годом. Вероятно, их первые контакты с белыми торговцами произошли в верховьях реки Миссисипи в первой половине XVII века, но тесных взаимоотношений с европейцами они не имели до самого XIX века. В конце XVII века шайенны жили восточнее реки Миссури на территории современного штата Миннесота. Они проживали в постоянных поселениях и занимались земледелием, рыболовством, охотой и собирательством дикого риса. Около 1676 года шайенны достигли реки Миссури.
В XVIII веке обитали вдоль рек Шайенн и Ред-Ривер. После приобретения лошадей и открытия доступа к европейским товарам некоторые группы шайеннов начали уходить на равнины и вести кочевой образ жизни. Уже в начале XIX века шайенны почти полностью перешли к конной охоте на бизонов, став типичными кочевниками Великих Равнин.

### XIX век и шайеннские войны

#### Миграция на юг
В начале XIX века шайенны проживали на территории Блэк-Хилс, но, охотясь и торгуя с соседними племенами, доходили до реки Арканзас. Ещё в 1820 году белые торговцы и путешественники встречали группы шайеннов в районе современного города Денвер, штат Колорадо. Группа хеватаниу была первой частью шайеннов, откочевавших к югу.
В первой половине XIX века в верхней части реки Арканзас Уильям Бент построил торговый пост Форт-Бент и большая часть шайеннов переселилась на юг, остальные остались в верховьях реки Платт. Те, кто предпочитал кочевать и охотиться южнее реки Платт, стали южными шайеннами. Северные шайенны обосновались в восточном Вайоминге, юго-восточной Монтане и западной Небраске. Так шайенны географически разделились на северных и южных. При этом они всегда подчёркивали этническое единство обеих групп.

Флаг северных шайеннов

Переселившись на юг, шайенны оказались в состоянии войны с команчами, кайова и кайова-апачами. Самым жестоким сражением этой войны стала Битва на Волчьем Ручье, которая произошла в 1838 году и является одной из самых кровопролитных межплеменных битв на Великих Равнинах. Обе стороны потеряли столько известных и уважаемых людей, что племена начали задумываться о прекращении жестокой войны. В 1840 году шайенны заключили мир с команчами и их союзниками, который впоследствии никогда не был нарушен.

#### Договор 1825 года
Первый договор между шайеннами и правительством США был подписан генералом Генри Аткинсоном, который летом 1825 года отправился в верховья Миссури с заданием заключить мирные соглашения с как можно большим числом племён. Шайенны подписали договор в устье реки Тетон, недалеко от современной столицы Южной Дакоты города Пирра. Шайенны прибыли туда 4 июля, а 6 июля вожди подписали бумаги. Этот договор был заключён с целью установления дружеских отношений между индейцами и американцами, установления торговых отношений и обеспечения взаимодействия в случае убийств или краж.

#### Первые столкновения с американцами
Отношения шайеннов с белыми людьми изначально были дружественными. Когда в 1839 году несколько человек были захвачены лакота на Орегонской тропе на реке Саут-Платт, около 400 шайеннов появились в селении своих союзников и спасли белых. В 1841 году шайенны, лакота и арапахо напали на селение восточных шошонов, в котором находились белые охотники. Трапперы выступили в сражении на стороне шошонов. Раздражённые потерями в схватке с трапперами шайенны, арапахо и лакота обследовали территорию Орегонской тропы в поисках белых людей. Вблизи Индепенденс-Рок они окружили караван Элайджа Уайта, который вёл знаменитый Томас Фицпатрик. Индейцы, чтобы решить вопрос, стоит ли нападать на переселенцев или нет, совещались всю ночь. Большинство воинов проголосовали в пользу нападения. Наконец, вожди сообщили Фицпатрику, что его отряд может продолжать движение, но предупредили его, что больше не позволят караванам проходить через свою страну — эта дорога закрыта и любые белые люди, обнаруженные здесь, будут убиты. Стычки между шайеннами и белыми американцами продолжались, но настоящая война ещё не началась.

#### Договор в форте Ларами
В 1849 году в поток белых переселенцев, двигавшихся по Орегонской тропе, влились тысячи искателей золота, ринувшихся в Калифорнию. Напряжение между индейцами и белыми людьми нарастало. В том же году правительство США купило торговый пост на реке Ларами и разместило там военный гарнизон. Чтобы успокоить индейцев и взять ситуацию под контроль, правительство решило провести большой совет с племенами равнин. В феврале 1851 года Конгресс США выделил на него деньги.
Усилиями Томаса Фицпатрика, который был назначен индейским агентом в 1846 году, во вновь образованном форте Ларами был заключён мирный договор между американским правительством и индейскими племенами. Кроме шайеннов на нём присутствовали также индейцы из племён лакота, арапахо, кроу, шошоны, гровантры, ассинибойны, арикара, манданы и хидатса — всего более 12 тысяч индейцев. Между племенами был заключён мир и обозначены границы их территорий. С правительством был подписан договор, согласно которому племена разрешили возводить на своих территориях дороги, торговые посты и форты, получив за это компенсацию. Земли шайеннов, согласно этому договору, располагались между реками Норт-Платт и Арканзас.

#### Шайеннские войны
С 1860 по 1878 год шайенны принимали активное участие в войнах с белыми американцами. И белые, и индейские современники считали шайеннов одними из самых яростных и храбрых бойцов.
Весной 1857 года в Канзасе шайенны имели ряд столкновений с солдатами США, в результате чего против них была подготовлена военная экспедиция под руководством полковника Эдвина Самнера. 29 июля того же года произошла битва Самнера в долине реки Соломон. Шайенны были готовы встретить солдат, убеждённые шаманом, что благодаря его волшебству пули белых не причинят вреда воинам, но Самнер использовал сабельную атаку, шайенны оказались застигнутыми врасплох и отступили, потеряв несколько человек убитыми.
В начале 1864 года снова между шайеннами и американскими солдатами случились стычки в районе центральных равнин. Произошло ряд крупных столкновений, однако главный удар армия нанесла по лагерю мирных южных шайеннов Чёрного Котла. На рассвете 29 ноября 1864 года 700 солдат полковника Джона Чивингтона атаковали селение шайеннов; кроме них там располагались несколько семей арапахо. Нападение оказалось полной неожиданностью — группа Чёрного Котла была мирной и не поддерживала индейцев, ведущих войну против белых. Солдаты действовали крайне жестоко, убивая женщин и детей, уродуя трупы до неузнаваемости. Это событие вошло в историю как Бойня на Сэнд-Крик. Нападение солдат Чивингтона разъярило индейские племена. После бойни на Сэнд-Крик северные и южные шайенны, лакота и арапахо объединились в войне против белых американцев. Они нападали на караваны и станции, жгли ранчо, убивая белых и угоняя скот. 14 октября 1865 года правительство США подписало мирный договор с южными шайеннами и южными арапахо. Правительство признало свою вину за Сэнд-Крик и согласилось выплатить компенсацию южным шайеннам, потерявшим там родственников и имущество.

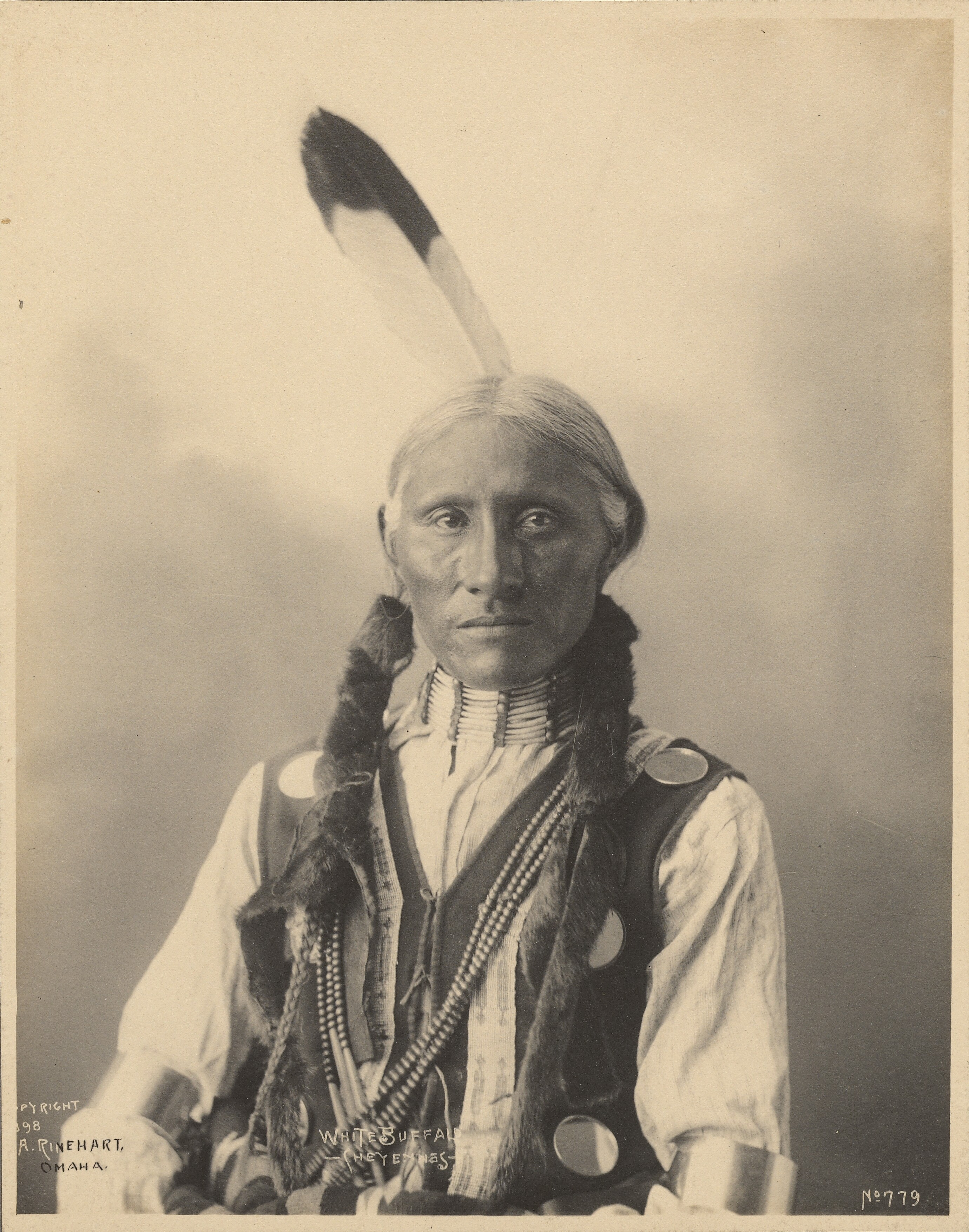
Вождь Белый Бизон, северный шайенн, депортированный в 1877 году на Индейскую территорию. Фотограф Фрэнк Райнхарт, 1898 г.

Спустя три года армия США провела очередную операцию против южных шайеннов. 27 ноября 1868 года солдаты полковника Джорджа Кастера атаковали селение Чёрного Котла на реке Уошите. Событие стало известным как Битва при Уошите. Был убит сам Чёрный Котёл, много женщин и детей; кроме того. солдаты застрелили более 850 индейских лошадей. После экспедиции Кастера количество нападений шайеннов на белых американцев значительно увеличилось. Армия США в 1869 году провела ряд карательных операций против южных шайеннов. После битвы на Саммит-Спрингс, в которой был убит Высокий Бизон, военный вождь Воинов-Псов (Людей-Собак), сопротивление южных шайеннов пошло на спад, но в 1874 году они приняли участие в восстании команчей и кайова. Весной 1875 года южные шайенны, уставшие от постоянных войн, начали сдаваться. После этого они более не участвовали в войнах против белых американцев.
Северные шайенны воевали дольше. Они приняли активное участие в Великой войне сиу и сыграли большую роль в сражениях на Роузбад и Литтл-Бигхорн, но сдались весной 1877 года.
Часть северных шайеннов была переселена на юг, на Индейскую Территорию к южным шайеннам. Из-за невыносимых условий группа северных шайеннов во главе с Маленьким Волком и Утренней Звездой покинула резервацию и попыталась добраться до родных земель на севере. Тысячи солдат преследовали голодных, оборванных людей, бредущих по равнинам Канзаса и Небраски, но шайеннам удавалось отбивать все атаки и продолжать свой путь на север. Позднее они разделились на две части. Группа Утренней Звезды была вынуждена сдаться в октябре и отправлена в форт Робинсон, где их морили голодом. А Маленький Волк со своими людьми смог добраться до своих прежних земель, где им разрешили остаться. В 1884 году правительство США образовало резервацию для северных шайеннов на территории Монтаны, где они проживают и поныне.

## Хозяйство
Шайенны относятся к традиционному типу культуры индейцев Великих равнин, у которых основу хозяйства составляет конная охота на бизонов. Шайенны занимаются ей с XIX века. Кроме этого они занимались земледелием, охотой, рыболовством, собиранием дикого риса, что разбавляло диету из пеммикана.
Перейдя к кочевому образу жизни, шайенны часто перемещали свои лагеря, жили в типи. Типи устанавливалось входом на восток, на равнинах часто дул западный ветер, и при таком положении типи он не попадал вовнутрь. Кроме того, ставя типи входом на восток, шайенны таким образом направляли его «лицом» к солнцу. Стоянки шайеннов могли быть небольшими и состоять из 7—20 типи, но могли быть и огромными — когда собиралось всё племя.

## Социальная организация
Наиболее важной частью в племенной организации шайеннов была большая семья. Счёт родства — билинейный. Брак — матрилокальный. Существовала ограниченная полигиния. Следующей по значимости являлась племенная группа или община. Взаимоотношения в племенной группе строились на принципе взаимопомощи.

### Племенные группы

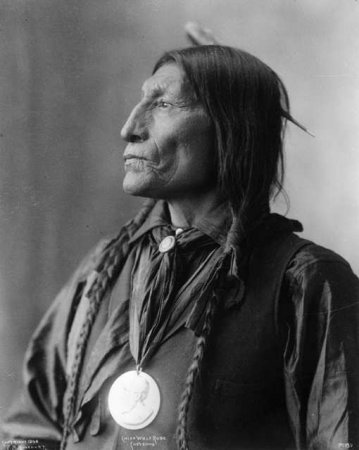
Волчья Накидка, вождь южных шайеннов, 1909 год.

Во главе племени стоял совет из 44 вождей, который осуществлял руководство жизнью племени. В его состав входили по 4 вождя от каждой из 10 основных групп, а также ещё 4 мирных или верховных вождя. Основные племенные группы шайеннов:
- Омиссис («Едоки»);
- Хеватаниу («Народ Волосатой Верёвки»);
- Оивимана («Паршивые», или «Покрытые Струпьями»);
- Хотамитаниу («Люди-Собаки»);
- Сутаи (изначально отдельное племя сутайо);
- Иссиомитаниу («Люди Холма»);
- Ивистстсинипа («Горелая Аорта», или «Люди Аорты»);
- Вутапиу («Те, Кто Ест с Сиу», или «Шайенны-Сиу»);
- Хофнова («Бедные Люди»);
- Октоунна («Выступающие Челюсти»).

Кроме основных групп существовали и ряд небольших: Мокстахитаниу («Чёрные Люди», или «Люди Юты»), Моисийю («Люди Кремня», смешанная группа лакота и шайеннов), Ансковинис («Узкие Носы», или «Узкая Переносица»), Накоимана («Медвежьи Люди»), Вокпотсит («Хитрый Белый Народ»), Нотамин («Лицом К Северу», или «Смотрящие На Север»), Тотоимана («Пугливые Люди»), Хониску.

### Военные общества

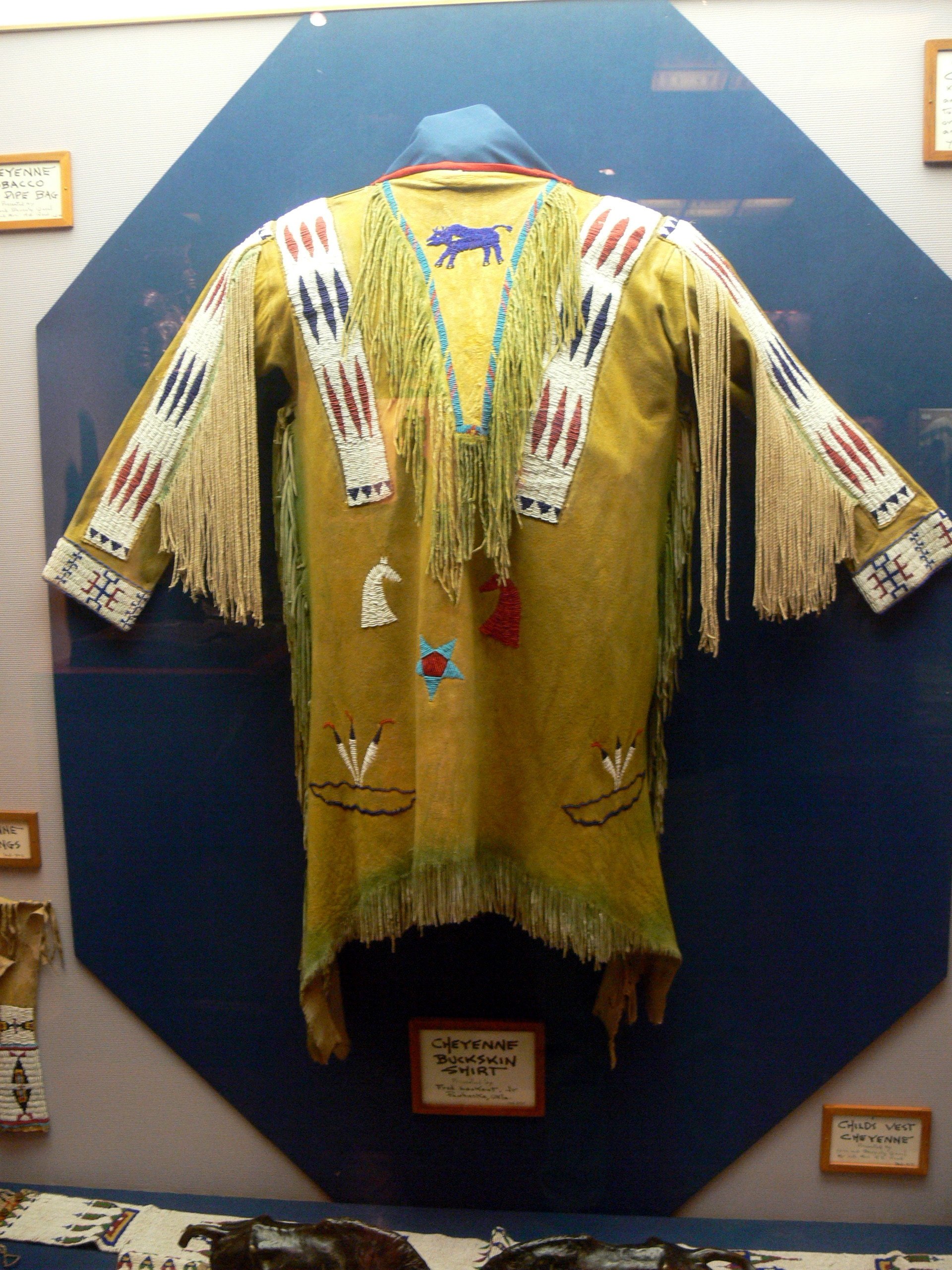
Мужская рубаха шайеннов

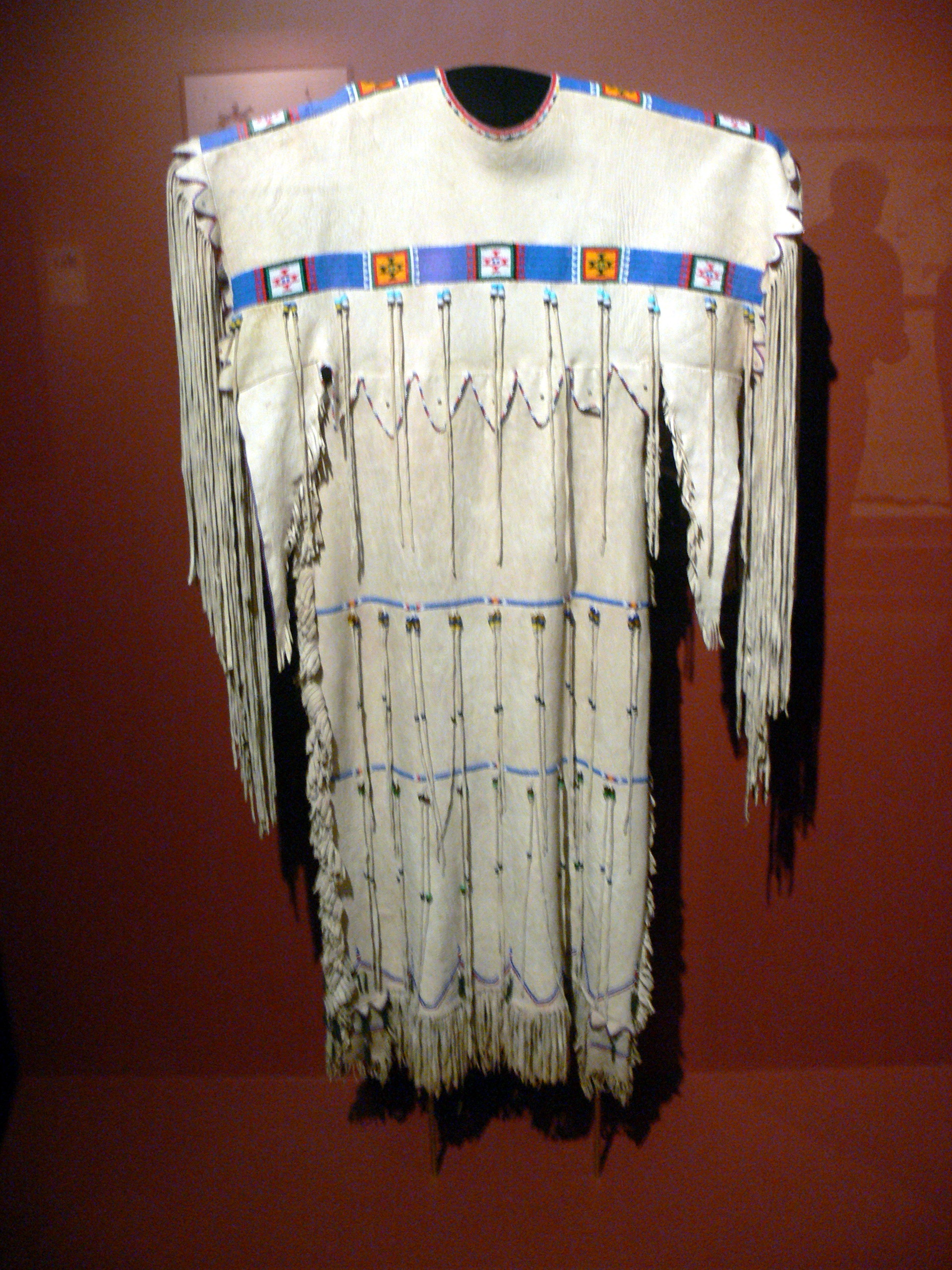
Шайеннское женское платье

Военными делами руководили предводители воинских обществ, каждое из которых также имело в своём составе по 4 вождя. Верховные вожди имели равные права, тогда как остальные 40 были скорее советниками, чей авторитет распространялся только на их общины. Тем не менее их положение вызывало уважение, и люди прислушивались к ним. Нельзя сказать, что верховные вожди обладали неограниченной властью, но благодаря своему положению и человеческим качествам, которые позволили им занять этот пост, к их мнению прислушивались с большим вниманием, чем к мнению советников. Вожди избирались на десятилетний срок, после чего могли быть переизбраны снова. Любой из четверых верховных вождей по истечении 10 лет мог назвать преемника, которым иногда становился его сын. Выбор вождя был делом важным, и ему предшествовали серьёзные обсуждения. Обязательства вождя были достаточно суровы, и многие отклоняли предложение занять этот почётный пост. Если вождь хотя бы раз проявлял себя не с лучшей стороны (например, ссорился с кем-нибудь, даже если ему было нанесено оскорбление), он лишался своего поста.
У Шайеннов было несколько военных обществ, из них четыре — древние.
- «Общество Лис» (Vohkesehetaneo’o); другие названия — «Общество Быстрых Лис», «Солдаты-Лисы».
- «Общество Скребков Из Лосиного Рога» (Hemo’eoxeo’o); другие названия — «Общество Костяной Ложки», «Общество Лосей», «Общество Погремушки Из Копыта», «Общество Изогнутого Копья», «Синие Солдаты».
- «Общество Щита» (Ma’ehoohevaso), или «Общество Красного Щита», «Солдаты-Быки».
- «Общество Тетивы» (Hema’tanoneheo’o).

«Общество Людей-Собак» (Hotametaneo’o), «Общество Бешеных Собак» (Hota’mimassau) и «Общество Воинов-Противоположников» (Hohnohkao’o) возникли позже.
Некоторые общества со временем преобразовались или разделились на несколько групп. Так, «Общество Людей-Собак» в 1837 году преобразовалось в отдельную племенную группу.
В состав этих воинских обществ входило большинство здоровых и честолюбивых мужчин племени — от юнцов до стариков — но не все. Они составляли боевую мощь лагеря и в то же время выполняли функции полицейской силы. Им вменялось в обязанность проводить в жизнь указания и распоряжения вождей. Так как в шайеннском лагере всенародное мнение было господствующим, а воины составляли подавляющее большинство самых отважных и самых влиятельных людей, воинские общества часто советовались с вождями, когда дело доходило до решения важных вопросов, касающихся мира или войны. Бывало, что два-три общества действовали совместно с целью оказать определённое давление для принятия нужного решения, даже если оно шло вразрез с общепринятыми нормами и правилами.
Воинский дух всегда поощрялся. Не было иного способа, чтобы молодой человек смог добыть так много заслуг, иначе как проявив храбрость на поле сражения. Мальчикам и юношам прививалось чувство доблести: разъяснялось, что самое значительное в жизни — это храбрость. Проявление отваги и совершение подвигов открывало молодому воину шайеннов путь к вступлению в воинское общество.

## Традиционная религия и племенные святыни

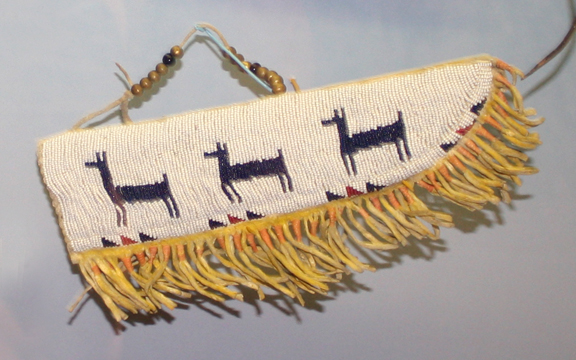
Шайеннские ножны, 1890 г.

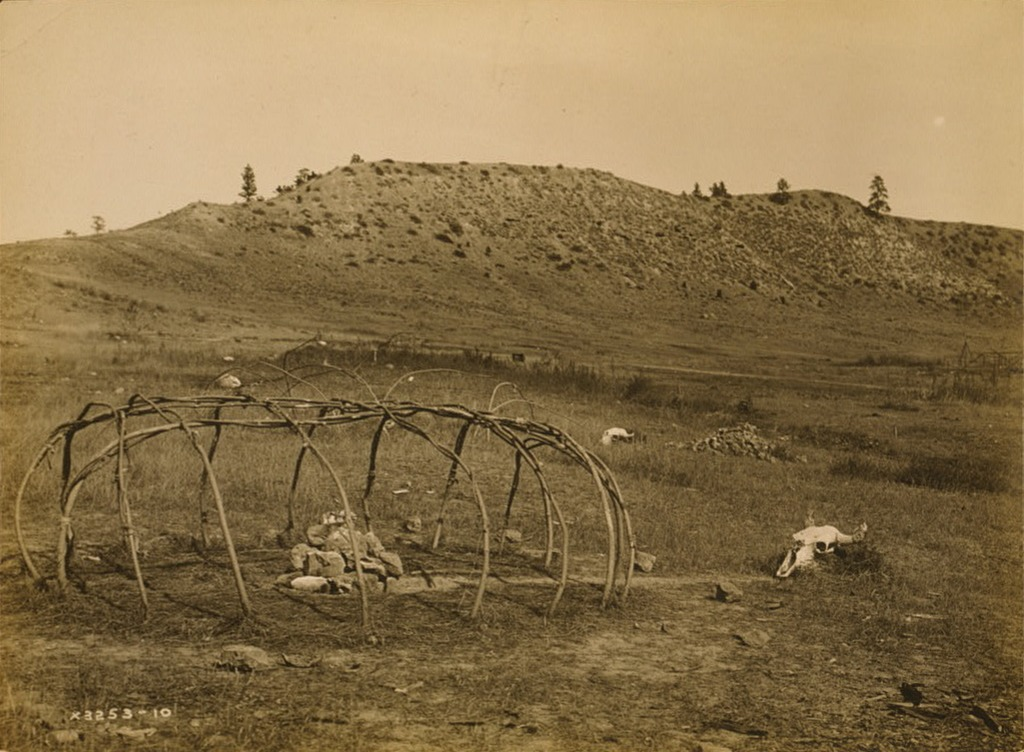
Потельня шайеннов

Пантеон шайеннов возглавляет божество Махео (Ma’heo’o), «Творец Всего Сущего», являющийся, по их верованиям, изначальным источником всего в мире.
На горе Noavose (Novavose) произошла встреча Махео и Душистой Магии (Motseeone), великого пророка шайеннов. Душистая Магия вернулся к своему народу, организовал военные общества и Совет Сорока Четырёх вождей. В течение жизни Душистая Магия оставил пророчества и наставления своему народу. От Махео Душистая Магия получил Махутс, «Священные Стрелы» (Maahotse, Mahuts — от имени создателя, Махео), которые стали одной из двух святынь шайеннов.
Вторая святыня — Иссивун, «Священная Шапка» (Is’siwun), которая сначала принадлежала племени сутайо, а позже стала могущественной реликвией всех шайеннов. Священная Шапка была подарком Махео пророку сутайо Прямые Рога. Вместе со святыней пророку была дана Пляска Солнца, самая значительная церемония шайеннов. Культ Священной Шапки и культ Священных Стрел со временем объединились в магическую систему. Священные Стрелы воспринимались как мужская магия, больше имеющая отношение к войне и охоте. Священная Шапка являла женскую магию, которая была связана с бытовой жизнью народа. Возникли и единые церемонии: когда Стрелы несли против врага в битве, вместе с ними в атаке участвовала и Священная Шапка, которую надевал на голову один из воинов; когда Священные Стрелы показывали мужскому населению, открывали и связку Священной Шапки. Шайенны считали, что магические талисманы определяли путь, которым должен идти народ. Важную роль в жизни шайеннов играли Хранители священных реликвий. Святые люди, хранившие Священные Стрелы и Священную Шапку, образовывали два главных шайеннских союза. Считалось, что посредством этих союзов Махео передает свою силу шайеннам, гарантируя непрерывную жизнь и благословение для людей.
После того, как шайеннов поселили в резервациях, Священные Стрелы остались у южных шайеннов, Священная Шапка у северных.
Важной церемонией у шайеннов так же была церемония Массаум. Церемония, которая ритуально демонстрирует акт создания вселенной, проходит в течение пяти дней. Ритуальные элементы включают установку священной палатки, очищение в потельне, символического представления всех видов животных, ритуальную охоту, обучение охотничьим правилам и изображения дня и ночи. Религиозные действия каждый день сопровождаются священными песнями, ритуальным курением, символическим раскрашиванием, посвящением и молитвой. В церемонии принимают участие давшие обет, жрецы и ассистенты. Последнее проведение этой церемонии среди северных шайенов было в 1911 году, а среди южных — в 1927. Среди причин, которые привели к исчезновению практики Массаум, находятся резервации, оппозиция правительства США и миссионеров к проведению туземных обрядов, а также истребление бизонов и других животных.

## Известные представители
- Маленький Волк — вождь северных шайеннов.
- Утренняя Звезда — вождь северных шайеннов.
- Высокий Бизон — вождь шайеннского общества Воинов-Псов.
- Чёрный Котёл — вождь южных шайеннов.
- Римский Нос — один из самых знаменитых и влиятельных шайеннских воинов во времена Индейских войн на Великих Равнинах.
- Генри Римский Нос — лидер южных шайеннов в конце XIX века.